# 食糖法
英國的蔗糖產地集中在加勒比海，也就是西印度群島，而蔗糖的園主中有40多人在英國議會中任職，勢力背景强大，他們不希望法國產的優質廉價蔗糖進口到國內，所以向政府施壓要求禁止進口法國的蔗糖，以維護自己的經濟利益。
最後英國議會於1733年通過了《糖蜜法案》，以維護英國商人在西印度群島的糖業利益，對國外進口到英國殖民地的食糖與葡萄酒分別增加以每加侖6便士和9便士的關稅，同時也對進口到當地的食糖課徵嚴苛的稅。
但由於英國對於殖民地的政策屬放任式管理，因此法案執行力不佳，無法有效限制北美的糖業走私。

1764年4月5日，英國議會通過了這項徵稅法案，對進口到英國美洲殖民地的食糖、咖啡、葡萄酒等產品徵稅，且經英國運往殖民地的其他歐洲產品稅率調高了兩倍，希望藉由增加稅收以彌補母國財政，卻也重挫了殖民地的經濟利益。
據估算，食糖法每年將為英國帶來4.5萬英鎊的額外收入，這些錢也用於支付駐北美軍的薪餉。
法案通過後，遭到美洲殖民地的抗議與反對，但由於各方抗議的目的各不相同，因此針對如何抵制法案始終無法取得共識，最後亦無實質成效。